# Brandon Sampson
Brandon Sampson, né le 1er mai 1997 à Baton Rouge en Louisiane, est un joueur américain de basket-ball. Il évolue au poste d'arrière.

## Biographie
Alors qu'il avait joué le début de saison avec les Vipers de Rio Grande Valley en NBA G League, il s'engage le 22 décembre 2018 avec les Bulls de Chicago par l’intermédiaire d'un contrat two-way.